# 香川敬
香川 敬（かがわ けい、1951年10月18日）は、浄土真宗本願寺派の僧侶、明覚寺 (防府市)住職。学校法人敬陽学園理事長（鞠生幼稚園）。
1974年、国立音楽大学教育学部卒業。同年4月、学校法人敬陽学園鞠生幼稚園副園長に就任。のち同学園理事長、同園園長。防府青年会議所・日本青年会議所の要職、山口県の各種審議会の委員を歴任。2003年9月4日、防府市教育委員会委員に選任される。2021年3月8日、山口県公安委員を一身上の都合を理由に辞職する。

## 役職

### 現任
- 全私学連合・代表者会議委員[3]
- 世界幼児教育・保育機構（OMEP）日本委員会理事[3]
- 内閣府男女共同参画推進連携会議議員[3]
- 厚生労働省児童虐待防止対策協議会委員[3]
- 公益財団法人日本ユニセフ協会顧問[3]
- 東京オリンピック・パラリンピック競技大会組織委員会顧問[3]
- 山口県医療制度審議会委員[3]
- 山口県道路整備審議会委員[3]
- 山口県生涯教育推進会議委員[3]
- 学校法人武蔵野大学理事・評議員[3]

### 旧任
- 2002年-2020年12月、公益財団法人山口県私立幼稚園協会理事長[6]。
- 2006年-2010年5月25日、全日本私立幼稚園連合会副会長[7]。2010年5月26日-2020年11月27日、全日本私立幼稚園連合会会長[8]。
- 一般財団法人日中教育医療文化交流機構代表理事[3][9]
- 一般社団法人アジア教育交流促進協会代表理事[3][10]
- 2014年7月26日[11]-2021年3月8日、山口県公安委員会委員
- 2003年10月-2008年9月、防府市教育委員会委員[3][12]。2008年10月-2014年6月、防府市教育委員会委員長職務代理[12]。
- 医療法人社団江仁会理事(赤坂皮膚科クリニック)[3]